# Mijo Crnoja
Mijo Crnoja (ur. 1967 w Jajcach) – chorwacki funkcjonariusz służb mundurowych i dyplomata, od 22 do 28 stycznia 2016 minister ds. weteranów.

## Życiorys
Wychowywał się w Đakovie. Od 1990 służył w jednostce antyterrorystycznej policji ATJ Lučko, doszedł do stopnia pułkownika. W latach 90. uczestniczył w wojnie w Chorwacji, biorąc udział m.in. w obronie i wyzwoleniu miasta Jajce. Później uzyskał status inwalidy wojennego; odznaczano go także medalami. Następnie ukończył studia z zakresu dziennikarstwa oraz inżynierii ruchu lądowego na Uniwersytecie w Zagrzebiu. Pracował m.in. w ambasadzie Chorwacji w Albanii. Od 2008 na emeryturze.
22 stycznia 2016 powołany na stanowisko ministra ds. weteranów w rządzie Tihomira Oreškovicia z rekomendacji Chorwackiej Wspólnoty Demokratycznej. Zrezygnował z niego już 6 dni później, stając się wówczas najkrócej urzędującym ministrem w historii kraju. Doszło do tego po ujawnieniu, że w celach podatkowych zameldował się pod innym adresem niż faktyczne miejsce zamieszkania, a także po upublicznieniu kilku przypadków przemocy (m.in. zatrzymano go za uderzenie kierowcy autobusu podczas pracy w Albanii).
Żonaty, ma czworo dzieci.